# Cymadusa cavimana
Cymadusa cavimana is een vlokreeftensoort uit de familie van de Ampithoidae. De wetenschappelijke naam van de soort is voor het eerst geldig gepubliceerd in 1970 door Sivaprakasam.